# Sertularella magna
Sertularella magna är en nässeldjursart som beskrevs av Nutting 1904. Sertularella magna ingår i släktet Sertularella och familjen Sertulariidae. Inga underarter finns listade i Catalogue of Life.